# 鈴木誠 (ボクサー)
鈴木 誠（すずき まこと、1972年1月18日 - ）は、日本の元プロボクサー。静岡県静岡市清水区出身。第14代・第16代日本ミニマム級王者。現役時は野口ボクシングジム所属。妻は野口恭の長女（野口ボクシングジムマネージャー）。

## 来歴
中学・高校は卓球部所属。
1993年5月6日、松井武史戦でデビューするが1RKO負け。
1998年2月24日、後に世界王者となる星野敬太郎が持つ日本ストロー級（ミニマム級）王座に挑戦するが、9RTKOで敗退。
1999年6月29日、岡五男との日本ミニマム級王座決定戦に挑み、10RKOで日本王座を獲得。同王座は3度の防衛に成功。
2000年2月9日、結婚。
2001年1月8日、4度目の防衛戦で新井田豊に9RTKO負けを喫し、日本王座から陥落した。
2001年9月10日、その新井田が世界王座挑戦のため返上し空位となっていた日本王座を飯田大介と争い、5RTKOで王座に返り咲く。
しかしその後負傷してしまい、復帰戦となる暫定王者阿部弘幸との王座統一戦で6R負傷判定により敗れ再び王座から陥落した。
2003年10月13日、小熊坂諭の持つ日本王座に再挑戦も判定負け。
2008年6月30日、日本王座への2度目の返り咲きを狙い黒木健孝とのタイトルマッチに挑むも6RKO負けで返り咲きならず。
2008年11月13日、ミニマム級8回戦で日本同級7位として同5位の松本博志（角海老宝石）と対戦し、0-3の判定負けを喫した。
2009年3月27日、ミニマム級8回戦で日本同級9位として同11位の中島敏浩（久留米櫛間）と対戦し、6R0分09秒TKO勝利で2連敗からの再起を果たした。
2009年10月17日、日本ミニマム級5位として同6位の大内淳雅（角海老宝石）と48.5kg契約8回戦で対戦。初回にダウンを奪ったが、2Rにはダウンを奪い返され、7R1分05秒までの採点で0-3（65-68、65-67、66-67）の負傷判定負けとなった。この後も現役続行の意気込みを示したが、引退勧告を受けて断念せざるを得なかった。
2010年5月10日、引退式を行う。その後は、トレーナーとして活動をしている。

## 獲得タイトル
- 第14代日本ミニマム級王座（防衛3）
- 第16代日本ミニマム級王座（防衛0）